# Adam Duce

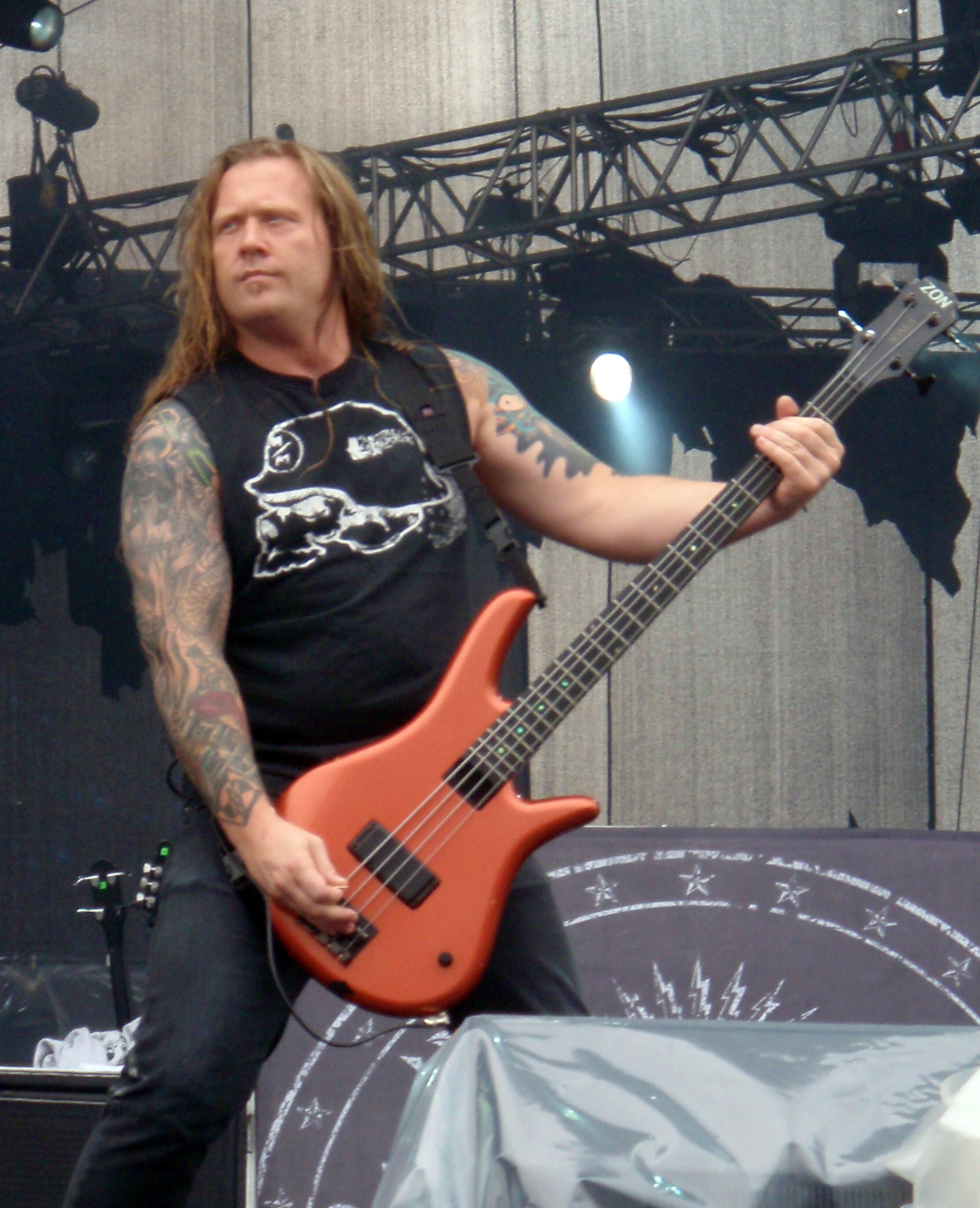
Adam Duce, 2009

Adam Duce (* 14. April 1972 in Oakland, Kalifornien) ist ein US-amerikanischer Bassist und Gründungsmitglied der Metal-Band Machine Head.

## Leben
Duce hatte eine schwierige Kindheit. Er war zwischen seinem 11. und 18. Lebensjahr nur zweimal vier Monate am Stück zuhause, die restliche Zeit verbrachte er in Drogen-Reha, Wohnheimen, Nervenkliniken und der Jugendstrafanstalt.

## Karriere
Im Jahr 1985 begann Duce das Bassspielen, 1992 gründete er mit seinem Freund Robb Flynn die Metal-Band Machine Head. Neben Machine Head wirkte er auch bei Roadrunner United mit und ist auf deren DVD The Concert vertreten.
Während der gemeinsamen Tour von Slipknot und Machine Head kam es zu einem zwei Tage andauernden Streit zwischen Robb Flynn und Adam Duce im Rahmen eines Auftritts in Paris, der darin endete, dass Flynn umgehend in die USA zurückflog und seinen Austritt aus der Band verkündete. Unter der Bedingung einer gemeinsamen Therapie vereinigte sich die Band jedoch kurz darauf wieder. Nachdem es 2012 erneut zu Uneinigkeiten zwischen Flynn und Duce gekommen war, wurde Duce gefeuert.

### Diskografie
Mit Machine Head
- Burn My Eyes (1994)
- The More Things Change... (1997)
- The Burning Red (1999)
- Supercharger (2001)
- Through the Ashes of Empires (2003)
- The Blackening (2007)
- Unto the Locust (2011)

Mit Roadrunner United
- 2006: The Concert (Live-DVD)

### Equipment
Duce spielt Bässe der Marke Zon (Modell Sonus) in Schwarz, Rot- und Grün-Metallic.

## Sonstiges
Duce ist leidenschaftlicher Dirtbiker. Hierbei zog er sich im Jahr 2007 eine Beinfraktur zu, die einen chirurgischen Eingriff erforderte, bei dem der Knochen mit einer Stahlplatte und zwei Schrauben geschient werden musste. Da er in diesem Zustand nicht an der Black Tyranny Tour Machine Heads durch die USA teilnehmen konnte, wurde er durch Brandon Sigmund von Hostility ersetzt. Anfang des Jahres 2009 musste er sich aufgrund einer langjährigen Infektion des Wurzelkanals einem operativen Eingriff unterziehen. Da ihm, ob der Nähe der Infektion zu seinem Gehirn, von seinem Zahnarzt ein Flugverbot auferlegt wurde, musste er bei einem Auftritt in Stockholm am 4. Mai 2009 (mit Metallica und The Sword) vom befreundeten Patrik Jensen (Gitarrist von The Haunted) vertreten werden.
Duce ist Anhänger des Football-Teams Oakland Raiders.